# Ексермон
Ексермон (фр. Exermont) насеље је и општина у североисточној Француској у региону Шампањ-Арден, у департману Ардени која припада префектури Вузје.
По подацима из 2011. године у општини је живело 39 становника, а густина насељености је износила 2,13 становника/km². Општина се простире на површини од 18,29 km². Налази се на средњој надморској висини од 155 метара.

## Демографија
| 1962. | 1968. | 1975. | 1982. | 1990. | 1999. | 2011. |
| ----- | ----- | ----- | ----- | ----- | ----- | ----- |
| 50    | 56    | 53    | 49    | 38    | 32    | 39    |

График промене броја становника у току последњих година